# Steneromene
Steneromene és un gènere d'arnes de la família Crambidae.
Alguns experts l'han col·locat a la família dels piràlids, però això sembla que és un error.

## Taxonomia
- Steneromene azanalis (Walker, 1859)
- Steneromene nymphocharis (Meyrick, 1932)